# Verbund der Gedenkstätten im ehemaligen KZ-Komplex Natzweiler
Verbund der Gedenkstätten im ehemaligen KZ-Komplex Natzweiler e.V. (VGKN) mit Sitz in Stuttgart ist ein in Vereinsform organisierte Arbeitsgemeinschaft für 17 Gedenkstätten und Gedenkstätteninitiativen (Stand 2024) des ehemaligen KZ-Komplexes Natzweiler in Deutschland. Die VGKN-Mitglieder koordinieren in dem Verbund ihre Gedenkstättenarbeit. Der VGKN bemüht sich insbesondere um die länderübergreifende Zusammenarbeit mit den Gedenkstätten in Frankreich.

## Mitglieder
Dem VGKN gehören 17 Mitglieder an, davon 14 in Baden-Württemberg und drei in Hessen (Stand 2024).

### Mitglieder in Baden-Württemberg
Die 12 Gründungsmitglieder des VGKN:
| Gedenkstätte / Initiative                                        | Bezug                                             | Ort der Gedenkstätte                                                                |
| ---------------------------------------------------------------- | ------------------------------------------------- | ----------------------------------------------------------------------------------- |
| Gedenkstättenverein KZ Bisingen e.V.                             | KZ Bisingen                                       | Bisingen                                                                            |
| Geschichtswerkstatt KZ-Gedenkstätte Echterdingen-Bernhausen e.V. | KZ Echterdingen                                   | Leinfelden-Echterdingen                                                             |
| Initiative KZ-Gedenken in Spaichingen                            | KZ Spaichingen                                    | Spaichingen                                                                         |
| Initiative KZ-Gedenkstätte Hessental e.V.                        | KZ Hessental                                      | Schwäbisch Hall                                                                     |
| Initiative Gedenkstätte Vulkan                                   | KZ-Außenlager Haslach                             | Haslach im Kinzigtal                                                                |
| Miklos-Klein-Stiftung, ehemaliges KZ Kochendorf                  | KZ Kochendorf, KZ-Gedenkstätte Bad Friedrichshall | Bad Friedrichshall                                                                  |
| Initiative Gedenkstätte Eckerwald                                | KZ Schörzingen sowie KZ Dautmergen, KZ Schömberg  | 1. Schörzingen (Gedenkpfad) 2. Schörzingen (KZ-Friedhof) 3. Schömberg (KZ-Friedhof) |
| KZ-Gedenkstätte Hailfingen-Tailfingen e.V.                       | KZ-Außenlager Hailfingen-Tailfingen               | Gäufelden-Tailfingen                                                                |
| KZ-Gedenkstätte Neckarelz e.V.                                   | KZ Neckarelz                                      | Mosbach-Neckarelz                                                                   |
| KZ-Gedenkstätte Sandhofen e.V.                                   | KZ-Außenlager Sandhofen                           | Mannheim                                                                            |
| KZ-Gedenkstätte Vaihingen/Enz e.V.                               | KZ-Außenlager Vaihingen                           | Vaihingen an der Enz                                                                |
| KZ-Gedenkstätteninitiative Leonberg e.V.                         | KZ-Außenlager Leonberg                            | Leonberg                                                                            |

Später kam in Baden-Württemberg hinzu:
- Arbeitskreis „Wüste“, Balingen – betreffend das KZ Erzingen und das KZ Frommern
- Initiative Gedenkstätte KZ Heilbronn-Neckargartach - betreffend das KZ Neckargartach[2]

### Mitglieder in Hessen
| Gedenkstätte / Initiative                                                      | Bezug                           | Ort der Gedenkstätte |
| ------------------------------------------------------------------------------ | ------------------------------- | -------------------- |
| Gedenkstätte Margit-Horvath-Zentrum                                            | KZ-Außenlager Walldorf          | Mörfelden-Walldorf   |
| Förderverein für die Errichtung einer Gedenk- und Bildungsstätte „KZ-Katzbach“ | KZ-Außenlager Frankfurt am Main | Frankfurt am Main    |
| Geschichtsort Adlerwerke: Fabrik – Zwangsarbeit – Konzentrationslager          | KZ-Außenlager Frankfurt am Main | Frankfurt am Main    |

## Zusammenarbeit
Der Verband arbeitet insbesondere mit dem Europäischen Zentrum des deportierten Widerstandskämpfers (CERD) im französischen Natzwiller (Natzweiler) zusammen, um ein länderübergreifendes „Netzwerk der Erinnerung“ zu bilden. So haben der VGKN und das CERD ein gemeinsames Internetportal zu den Natzweiler-Gedenkstätten geschaffen, das in den Sprachen Deutsch, Französisch und Englisch nutzbar ist. Zugunsten des gemeinsamen Internetauftritts hat der VGKN seine eigene Website, die bis 2023 online war, eingestellt.
Die baden-württembergischen Mitglieder des VGKN sind Mitglieder der Landesarbeitsgemeinschaft der Gedenkstätten und Gedenkstätteninitiativen in Baden-Württemberg.

## Förderung
Hauptförderer des VGKN ist die Landeszentrale für politische Bildung Baden-Württemberg. Der VGKN ist der Landeszentrale angegliedert. Als Adresse wird angegeben: „Verbund der Gedenkstätten im ehemaligen KZ-Komplex Natzweiler e.V., c/o Landeszentrale für Politische Bildung, Lautenschlagerstr. 20, 70173 Stuttgart“.
Auf seiner ehemaligen Website listete der VGKN zahlreiche weitere Förderer auf, darunter das Landesamt für Denkmalpflege Baden-Württemberg, die Baden-Württemberg Stiftung, die Beauftragte der Bundesregierung für Kultur und Medien und den Europäischen Fonds für regionale Entwicklung (Stand 2023).

## Geschichte
Auf dem Gebiet des heutigen Baden-Württemberg befanden sich 35 von mehr als 50 Außenlagern des ehemaligen KZ-Komplexes Natzweiler. An 12 davon sind ehrenamtlich betriebene Gedenkorte entstanden, die sich am 5. November 2016 zum VGKN zusammengeschlossen haben (siehe oben die 12 Gründungsmitglieder).
Im Jahr 2016 begann die deutsch-französische Bewerbung um die Verleihung des Europäischen Kulturerbe-Siegels an die Gedenkstätten des KZ-Komplexes Natzweiler-Struthof. Frankreich hatte beim Antragsverfahren die Federführung, auf deutscher Seite war Baden-Württemberg mit mehreren Institutionen beteiligt, darunter auch der VKGN. Im März 2018 wurde das Kulturerbe-Siegel an 15 Gedenkstätten verliehen. Dies waren in Frankreich das Europäische Zentrum des deportierten Widerstandskämpfers (CERD) und zwei weitere Gedenkstätten sowie in Deutschland die 12 Gründungsmitglieder des VKGN.
Der VGKN und das CERD in Frankreich haben gemeinsam mehrere Projekte realisiert:
- 2017: Wanderausstellung Photographier la mémoire – Die Erinnerung fotografieren, initiiert von der Straßburger École ORT. Gezeigt wurden Fotografien von deutschen und französischen Schülern des ehemaligen KZ-Komplexes Natzweiler.[10]
- 2018/2019: Kunstprojekt La Fraternité/Brüderlichkeit des französischen Kunstvereins Quinz’art und der deutschen Künstlergruppe Plakat Wand Kunst. 16 großformatige Gemälde von jeweils einem deutsch-französischen Künstler-Tandem über die Geschichte des ehemaligen KZ-Komplexes Natzweiler.[10][11]